# Spirorbis placophora
Spirorbis placophora är en ringmaskart som beskrevs av Bailey och Harris 1968. Spirorbis placophora ingår i släktet Spirorbis och familjen Serpulidae. Inga underarter finns listade i Catalogue of Life.